# Johann Matthäus Bechstein
Johann Matthäus Bechstein (Waltershausen ,Gota, Turíngia, 11 de julho de 1757 – Meiningen, 23 de fevereiro de 1822) foi um ornitólogo, zoólogo e naturalista alemão. 

## Biografia
Era filho de Johann Andreas Bechstein e de Catharina Elisabetha nascida Keysser. Estudou em Gota e na Universidade de Jena onde estudou teologia e história natural.
A partir de 1785 ensinou matemática, botânica e zoologia. Seus pais queriam que estudasse teologia, porém preferiu optar pela história natural, especializando-se em silvicultura.
Foi um  prolífico zoologista e um dos primeiros comprometidos com a conservação da vida selvagem. Além dos seus trabalhos em ornitologia publicou textos promovendo a proteção dos animais que eram considerados uma praga em sua época, como os morcegos.
Publicou entre  1789 e 1795 os quatro volumes de  "Gemeinutzige Naturgeschichte Deutschland nach allen drey Reichen" sobre os mamíferos e os pássaros da Alemanha. Em 1795 publicou um livro sobre os pássaros de viveiro,  "Naturgeschichte der Stubenvogel", traduzido para o francês por  Joseph Philippe de Clairville (1742-1830) sob o título   "Manuel de l'amateur des oiseaux de volière". Em 1803 publicou  "Ornithologisches Taschenbuch oder Beschreibung aller Vogel Deutschalnds" ( ou Manuel d'ornithologie ou description de tous les oiseaux d'Allemagne em francês). Publicou em  1798 uma obra sobre os Insetos  nocivos : "Vollständige Naturgeschichte aller schädlichen Fortinsekten". Publicou também obras de botânica :  "Forstbotanik" (1810), "Die Forst-und Jagdiweenschatf nach allen ihren Teilen" (1818-1827). É dele as publicações em francês das obras de "Histoire naturelle de l'Allemagne" (1801-1809) e uma grande coleção de  "Figures d'objets d'histoire naturelle".
Criou, em  1795, uma escola de sivicultura  em  Waltershausen que dirigiu de 1801 até 1822 a Escola Florestal de Meiningen, distrito vizinho de Schmalkalden-Meiningen. 
Após a morte de seu único filho, adotou o seu sobrinho, Ludwig Bechstein.

## Obras
As publicações de Berchstein incluem:
- Gemeinnützige Naturgeschichte Deutschlands nach allen drey Reichen.  (Leipzig,  1789-95) -(Historia natural de especies não lucrativas na Alemanha)
- Johann Lathams Allgemeine Übersicht der Vögel (1791-1812) - (Descrição geral dos pássaros)
- Kurze aber gründliche Musterung aller bisher mit Recht oder Unrecht von dem Jäger als schädlich geachteten und getödteten Thiere, nebst Aufzählung einiger wirklich schädlichen, die er, seinem Berufe nach, nicht dafür erkennt, … Ettinger, Gota 1792–1805.
- Naturgeschichte der Stubenvögel. Ettinger, Gota 1795.
- Naturgeschichte der Stubenthiere. Ettinger, Gota 1797.
- Ornithologisches Taschenbuch von und für Deutschland oder Kurze Beschreibung aller Vögel Deutschlands für Liebhaber dieses Theils der Naturgeschichte. Richter, Leipzig 1802-03) - (livro de ornitologia)
- Naturgeschichte der schädlichen Waldinsecten. Monath & Kußler, Nürnberg 1798–1800.
- Diana oder Gesellschaftsschrift zur Erweiterung und Berichtigung der Natur-, Forst- und Jagdkunde. Waltershausen 1797–1816.
- Die Forst- und Jagdwissenschaft nach allen ihren Theilen für angehende und ausübende Forstmänner und Jäger. Gota, Erfurt 1818–35 p.m.